# الهنادي
قرية الهنادي هي إحدى القرى التابعة لمركز إسنا في محافظة الأقصر في جمهورية مصر العربية. حسب إحصاءات سنة 2006، بلغ إجمالي السكان في الهنادي 2471 نسمة، منهم 1202 رجل و1269 امرأة.